# U Ježíška (Plzeň)
U Ježíška je přibližně 570 metrů dlouhá ulice na Východním Předměstí v plzeňském městském obvodě Plzeň 2-Slovany, spojující Denisovo nábřeží s Mikulášskou ulicí. Část ulice vede podél mostu Milénia, na němž nad zemským povrchem a řekou Radbuzou probíhá ulice U Trati. S levým břehem je ulice spojena Kožíškovou lávkou pro pěší. Přes ulici vede cyklostezka č. 3 a 31.

Ulice nese název podle památkově chráněného kostela, který se v ulici nachází. Krom něho stojí v ulici jen další čtyři bytové domy, jejichž stavba započala v roce 2003. Nezastavěná plocha parkového charakteru podél ulice byla roku 2021 revitalizována a již o rok předtím propojena pěší cestou a 82 metrů dlouhým žulovým schodištěm se zabudovaným osvětlením, vedoucím podél zdi Mikulášského hřbitova, s Mikulášskou třídou. Doplněna byla o dětské hřiště. Využívána je pravidelně pro různé venkovní kulturní a společenské akce.

Ve středověku vedla území ulice formanská cesta směrem na Nepomuk, Koterov a Černice. Dle úvah se na místě dnešního kostela měla nacházet formanská stanice či hospoda, kde s jistotou od konce 17. století stávl letohrádek zámožné plzeňské rodiny Helfferových. V topografické mapě z roku 1961 je oblast dnešní ulice označena za dvě oddělené zahrady.